# مارك غوثري
مارك غوثري (بالإنجليزية: Mark Guthrie) هو لاعب كرة قاعدة أمريكي، ولد في 22 سبتمبر 1965 في بوفالو في الولايات المتحدة.

## وصلات خارجية
- مارك غوثري على موقعبيزبول رفرنس.كوم (الدوري الرئيسي) (الإنجليزية)
- مارك غوثري على موقعبيزبول رفرنس.كوم (الدوري الثانوي) (الإنجليزية)